# Darn
Darn är en rockgrupp från Stockholm som bildades 2001 och var mellan 2003 och 2008 flitigt anlitat med livespelningar på de flesta av Stockholms klubbscener, såväl som klubb- och festivalspelningar på flera orter i landet. 
Darn har släppt två EP på indipendentlabeln Outshine Music: Myopic truth, 2005 och A million ways to fail, 2006. Under 2007 spelades en promoskiva, Angelic, in som bland annat innehöll en cover på The Cardigans My favourite game. 
Flera av bandets låtar har gått varma på studentradiokanalernas rotationslistor och 2005 fick Warner Bros TV, USA, upp intresset för Darn. Ett avtal skrevs vilket gav Warner rättighet att använda första singeln Snap i sina TV-produktioner. 
Bandet splittrades 2008. Ur askan föddes studioprojektet Sound of a yawn med originalmedlemmarna Mattias Kullervik och Roger Jacobsson. Sound of a yawn släppte singeln Nervous Nellie, 2012 och debutalbumet The 25th hour, 2013.

## Medlemmar

### Nuvarande medlemmar
- Roger Jacobsson - sång
- Mattias Kullervik - gitarr
- Martin Runnding - gitarr
- Jacob Arnesson - bas
- Christer Teglund - trummor

### Tidigare medlemmar
- Malin Mattson - bas
- Christopher Lidberg - trummor
- Anders Persson - bas
- Mirja-Karin Pettai - gitarr
- Isak Eidhagen - trummor
- Robin Berg - trummor

## Diskografi

### Demos
- DARN - 2003
- Second to nothing - 2004

### EP
- Myopic truth - 2005
- A million ways to fail - 2006

### Promo
- Angelic 2007 - 2007